# برازجان (سرچهان)
برازجان، روستایی در دهستان توجردی بخش توجردی شهرستان سرچهان در استان فارس ایران است.

## جمعیت
بر پایه سرشماری عمومی نفوس و مسکن در سال ۱۳۹۵، جمعیت این روستا برابر با ۲۱۵ نفر (۶۱ خانوار) بوده است.